# That's How You Write a Song
是白俄羅斯裔挪威男歌手亞歷山大·雷巴克的歌曲，於2018年1月15日發行。歌曲以2018年挪威一級音樂大賽冠軍得主的身分代表挪威參加在葡萄牙里斯本舉辦的2018年歐洲歌唱大賽。最後以144分獲得比賽第15名。

## 製作
是首新迪斯可風格的流行舞曲。由亞歷山大·雷巴克、基姆·艾華·博爾塞特（Kim Edward Bergseth）和斯蒂芬·斯萊恩（Stephan Slaaen）一同製作，歌詞講述「如何寫出一首歌」。

## 挪威一級音樂大賽

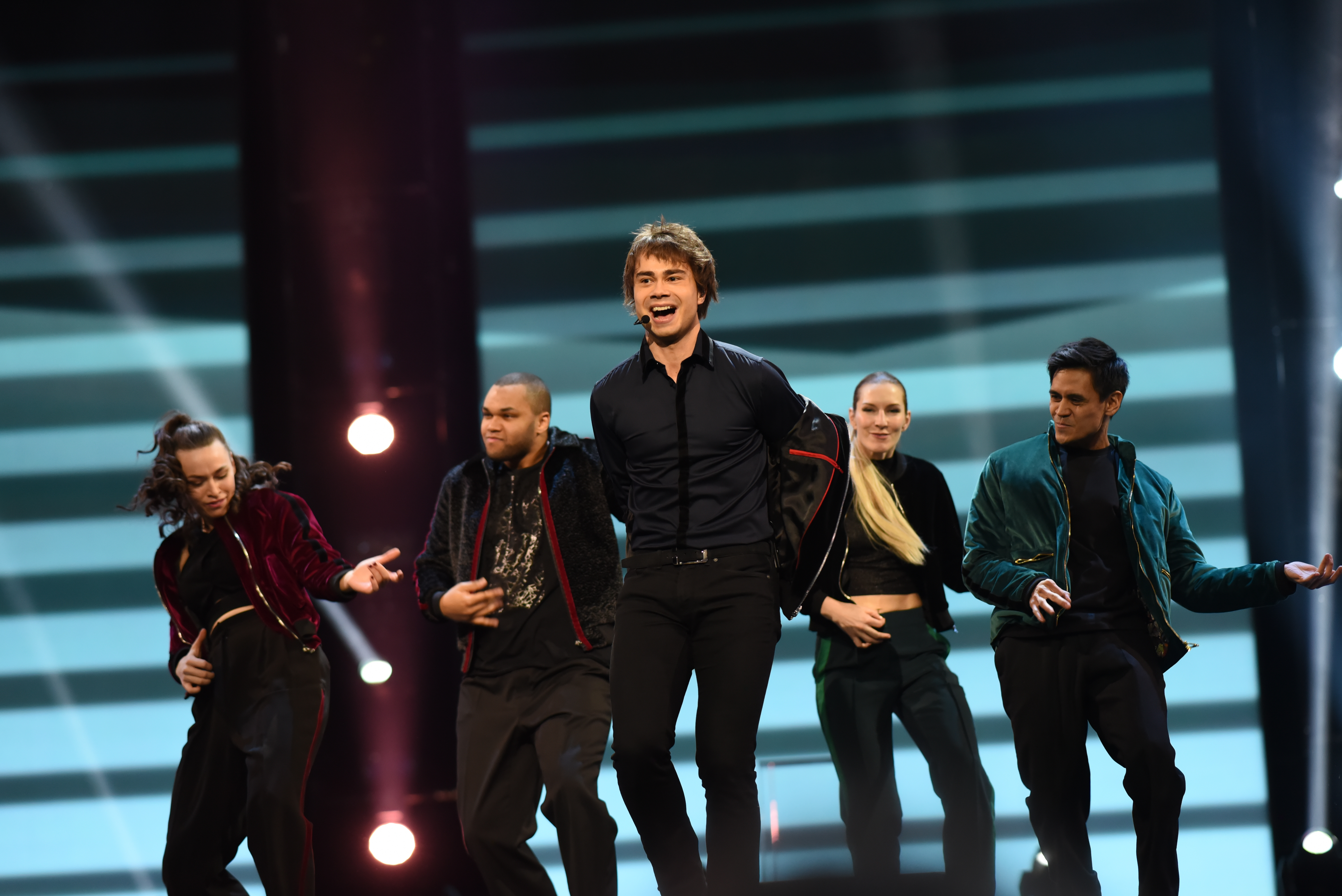
亞歷山大·雷巴克在2018年挪威一級音樂大賽

雖然亞歷山大·雷巴克曾在2010年接受採訪表示不會再參賽挪威一級音樂大賽，但他的冠軍身分讓他成為最受歡迎的嘉賓，像是擔任2012年挪威一級音樂大賽與2016年歐洲歌唱大賽的表演嘉賓。
2017年7月，雷巴克與兩次獲得歐洲歌唱大賽冠軍的強尼·羅根一同出演《Allsang på Grensen》，並在Instagram留下「這又讓我想回到歐洲歌唱大賽（Makes me wanna go for Eurovision all over again!）」。同年12月，雷巴克宣布將參與挪威一級音樂大賽，隔年1月，挪威廣播公司透過記者會公布了包含雷巴克在內的十位比賽候選人，當天比賽選手也演示了他們的參賽歌曲。
2018年3月10日，雷巴克以306,393的高分獲得挪威一級音樂大賽冠軍，其分數是第二名瑞貝卡（Rebecca）的二倍之多。

## 歐洲歌唱大賽

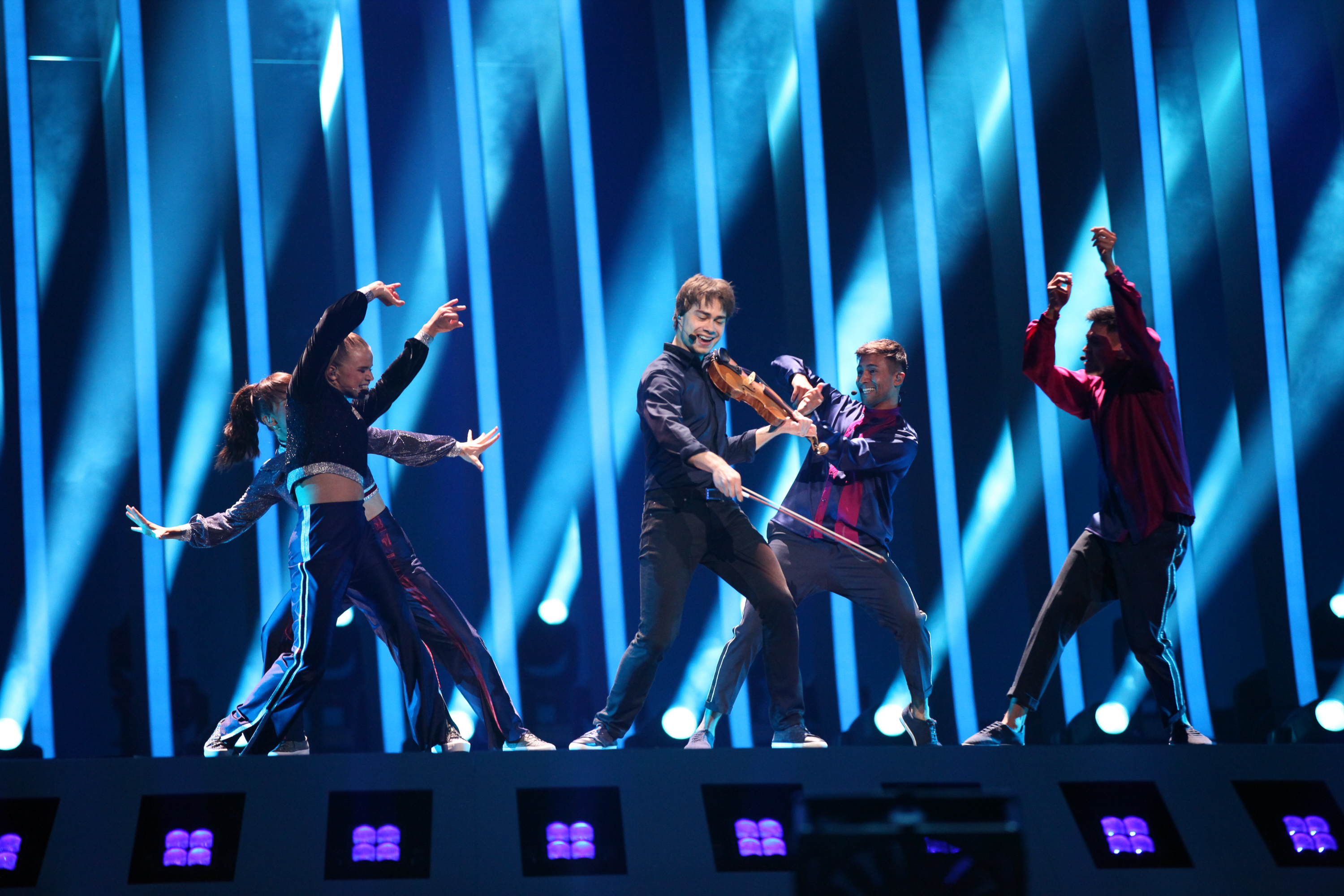
亞歷山大·雷巴克在2018年歐洲歌唱大賽

是歐洲歌唱大賽第1500首參賽歌曲。經過「半決賽分配抽籤」，歌曲被安排在2018年5月10日的第二場半決賽（Semi-final 2）。最後雷巴克以266分的成績獲得第二場半決賽冠軍，成功進入決賽。在決賽，以評審得分60分，觀眾得分84分，合計得分144分獲得2018年歐洲歌唱大賽第15名。

## 專業評價
獲得褒貶不一的評價。挪威的《每日雜誌報》與挪威廣播三台（NRK P3）均給予歌曲四點骰子（滿分六點），前者表示歌曲雖富有魅力但沒有絕對獲得冠軍的能力；後者認為歌曲整體表現不錯但人聲顯得有些尷尬。
Wiwibloggs根據內部評審團評價給予歌曲5.44/10分，評審團對雷巴克與歌曲感到失望，尤其以曾經創下比賽紀錄的人來說，不能滿足大家的期待。

## 排行和銷量認證
| 排行榜（2018年）                     | 排名 |
| ------------------------------------ | ---- |
| 比利时佛兰德（Ultratop五十強單曲榜） | 29   |
| 挪威（VG-lista單曲榜）               | 28   |
| 蘇格蘭（官方榜单公司單曲榜）         | 98   |
| 斯洛伐克（電台百大單曲榜）           | 55   |
| 瑞典（瑞典最熱榜）                   | 58   |
| 英國（官方榜單公司單曲下載榜）       | 100  |

| 國家或地區                     | 認證 | 銷量    |
| ------------------------------ | ---- | ------- |
| 挪威（國際唱片業協會挪威分會） | 白金 | 60,000† |
| †僅含認證的串流媒體銷量        |      |         |

## 外部連結
- YouTube上的亞歷山大·雷巴克在決賽的演出